# Lesueurigobius heterofasciatus
Lesueurigobius heterofasciatus és una espècie de peix de la família dels gòbids i de l'ordre dels perciformes.

## Morfologia
- Els mascles poden assolir 4,4 cm de longitud total.[4][5]

## Hàbitat
És un peix marí, de clima subtropical i demersal que viu entre 100-345 m de fondària.

## Distribució geogràfica
Es troba a l'Atlàntic oriental: el Marroc i Madeira.

## Observacions
És inofensiu per als humans.